# SS Kentucky
SS Kentucky – francuski statek towarowo-pasażerski. Znany jako pierwszy zagraniczny pełnomorski statek handlowy, który przybył do portu w Gdyni.
Jednostka została zbudowana w stoczni Chantiers de Normandie w Rouen w roku 1921 dla Companie Generale Transatlantique.
Kentucky początkowo pływał do Indii, na trasach dalekowschodnich i na południowym Pacyfiku, następnie przeniesiony został do żeglugi europejskiej.
W sierpniu 1923 przywiózł transport koni do Gdańska; w drodze powrotnej do Hawru miał zabrać emigrantów do Ameryki. Gdański inspektor sanitarny odmówił zgody na zaokrętowanie pasażerów, ponieważ ładownie statku nie zostały wyczyszczone; oprócz słomy i resztek karmy zalegały w nich pokłady końskiego łajna. Bez sprzątania Kentucky 13 sierpnia odpłynał do Gdyni, gdzie koleją przejechali z Gdańska kandydaci na emigrantów. Gdyński lekarz portowy wydał zgodę na zaokrętowanie bez konieczności czyszczenia ładowni. Podczas zaokrętowania doszło do chaosu i zamieszek, ponieważ część pasażerów zorientowawszy się w warunkach na statku, wróciła na ląd. Sprowadzono policję i inne służby, które zmusiły większość emigrantów, w tym również biciem, do zaokrętowania.
Kentucky służył na liniach europejskich do roku 1932. Wobec nowej, restrykcyjnej amerykańskiej polityki imigracyjnej, nastąpiło załamanie ruchu pasażerskiego do USA; statek został wycofany ze służby i pozostawiony w Breście. W roku 1936 został zezłomowany w Holandii.